# Куман войвода

## Биография
Куман Войвода е роден в село Плаково, Търновско, в семейството на Куманови. Подвизите му на смел хайдутин, който с четата си охранява родното си село, съседните селища и Плаковския манастир, се помнят до днес. Героизмът на Куман, обезглавен по време на предателството на Велчовата завера – 1835 г., намира поетично отражение в много народни песни, които продължават да битуват до днес в песенния ни фолклор. И днес в село Плаково е запазена паметна плоча на мястото, където е съществувала къщата на Куман Войвода от признателните съселяни в памет на войводата да напомня за смелия хайдутин, дал живота си за Заверата – 1835 г.

## История
Куман има сестра – Дона (р.1785 г.-п.1871 г.), много смела и решителна жена. В центъра на селото, където е хорището, до герана все още стои мълчаливо къщата в която сем. Куманови държат кръчма. Спомена за Дона продължава да разказва, че когато е нападната от турци (останала сама в кръчмата), тя успява с хитрост да ги убие и да се опази от опозоряване. Дона се омъжва за Никола – Блюдото, син на Нейко Иерея от същото село и имат 5 деца – Нейко, Петър, Трифон, Кристина и Вела. От първия син Нейко, женен за Смина – сестра на войводата Иван Аврамски от колибите Войнежа, четем в животоописанието на сина им Васил Нейков Попов, написано 1935 г. собственоръчно:
| „ | ....Родословие по линия на баща:сем. Попови или Блюдарски е живяло в с. Плаково – Дряновската махала. Баба ми се казваше Дона – родом от същото село. Имала е брат на име Куман, прочут юнак, който е бил страшилище за турците. Задържан от врага и с вързани ръце е успявал да се качи на коня си и да избяга. Куман е можел да прескочи пълна със сено кола и за това са го наричали „Хвърковатия“. Знае се за войводата Куман и дейността му в Плаковския манастир, която датира от 1800 г., когато той с дружината си и отец Серги успяват да спасят манастира отблъсквайки орда кърджалии. Отзвук от този разгром достигнал чак до Цариград... | “ |

Тази случка държи „влага“ дълго време у поробителите и те всячески избягвали пряк контакт със защитниците на манастира.
В периода от 1800 – 1835 г., заедно с отец Серги успяват да опазят манастира от турски набези и под ръководството на игумена настъпва подем. През 1825 г. се създава училище по почина на иеромонах Нефталим от Капиновския манастир. Създават се и много работилници и се развива занаятчийство. Поканени са монаси от Атон, да проведат обучение – просветно, духовно и песнопение. Средище на съзаклятниците от Велчовата завера става Плаковския манастир. За участниците в Заверата, които идват в манастира, за да бъдат обезопасени в случай на нужда, прокопават тунел, който започва от магерницата и извежда до реката. Положената клетва в Плаковския манастир пред иконата на Св. Богородица, донесена от Йордан Брадата, активизира Куман, – вече като съзаклятник, той приема известните войводи Дочо Радулов и Славчо Кръстев с хората им и увеличава броя на четниците си. Никола Блюдото, синът на известния плаковски свещеник, поборник и духовен водач Нейко (йерей), също е участник в събитията по това време. За общата идея към така оформилата се четническа дружина се присъединява и известния войвода от Войнежа Иван Аврамски – по записките на Крум Нейков – внук на Никола и Дона от сина им Петър. Войводата Куман, заедно с отец Серги и Велчо Джамджията, с войводата Аврамски, обучават в стрелба не само записалите се участници в заверата, но и монасите и прислугата. Това става в Балкана, зад западната врата на манастира. Куман се грижи за охраната, за набирането на „работници“, събира оръжие и всичко, което е нужно за делото от търновския еснаф.
През седмицата на Страстната седмица, преди големия Християнски празник – Великден, на Разпети петък през нощта, след предателството, научили за готвения бунт, турците изпращат жандармерия, която пристига и огражда манастира. По спомени на Крум Нейков:
| „ | Куман, заедно с въстаниците са дали силен отпор, задържайки жандармерията, за да дадат възможност на участниците да се измъкнат от манастира в гората. Които не са успели да избягат, са били заловени. Войводата Иван Аврамски още не бил пристигнал в манастира, за това Куман, Дочо, Славчо и другите участници успяват да се измъкнат и се отправили към Войнежа, за да съобщят на войводата Аврамски за предателството и нападението на манастира. Успели да се срещнат и докладват за случилото се. Той веднага се разпоредил да обиколят махалите и веднага да се явят пред него четниците в пълна бойна готовност. Събрали се около 40 души и веднага се отправили към манастира. При Дойнов мост, край Средни колиби, е забелязана турска войска, идваща от Елена. Завързало се сражение, при което много били убити. При това сражение е убит и Куман Войвода, а главата му отсечена и разнасяна по селата. Търновският паша заповядва да доведат сестра му Дона и да установят самоличността му. Гордата българка, познала брат си, прикрива мъката си и смело отговаря: – Не паша ефенди, това не е главата на наш Куман............... | “ |

Народната памет не е забравила закрилника си, храбрият хайдутин Куман Войвода и за това в песните, преданията и легендите възхвалява юначността му, мъжеството му и свободолюбивия му дух. Потомците от рода на Нейко Иерей от с. Плаково, отдадоха почит на вуйчо си Куман, като поставиха във връзка със 180 г. от разгрома на Велчовата завера (2016 г.) паметна плоча в негова чест в манастира „Св. Пр. Илия“ (Плаковския манастир).